# Luncșoara (okręg Bihor)
Luncșoara – wieś w Rumunii, w okręgu Bihor, w gminie Aușeu. W 2011 roku liczyła 1016
mieszkańców.